# Longevelle-sur-Doubs
Longevelle-sur-Doubs és un municipi francès situat al departament del Doubs i a la regió de Borgonya - Franc Comtat. L'any 2007 tenia 632 habitants.

## Demografia

### Població
El 2007 la població de fet de Longevelle-sur-Doubs era de 632 persones. Hi havia 264 famílies de les quals 68 eren unipersonals (36 homes vivint sols i 32 dones vivint soles), 84 parelles sense fills, 88 parelles amb fills i 24 famílies monoparentals amb fills.
La població ha evolucionat segons el següent gràfic:
Habitants censats

### Habitatges
El 2007 hi havia 284 habitatges, 264 eren l'habitatge principal de la família, 7 eren segones residències i 13 estaven desocupats. 258 eren cases i 25 eren apartaments. Dels 264 habitatges principals, 225 estaven ocupats pels seus propietaris, 34 estaven llogats i ocupats pels llogaters i 5 estaven cedits a títol gratuït; 4 tenien dues cambres, 30 en tenien tres, 48 en tenien quatre i 182 en tenien cinc o més. 223 habitatges disposaven pel capbaix d'una plaça de pàrquing. A 111 habitatges hi havia un automòbil i a 134 n'hi havia dos o més.

### Piràmide de població
La piràmide de població per edats i sexe el 2009 era:
| Homes | Edats   | Dones |
| ----- | ------- | ----- |
| 0     | 95 o +  | 0     |
| 0     | 90 a 94 | 0     |
| 0     | 85 a 89 | 0     |
| 0     | 80 a 84 | 12    |
| 4     | 75 a 79 | 8     |
| 24    | 70 a 74 | 0     |
| 16    | 65 a 69 | 16    |
| 20    | 60 a 64 | 12    |
| 12    | 55 a 59 | 16    |
| 24    | 50 a 54 | 12    |
| 40    | 45 a 49 | 36    |
| 32    | 40 a 44 | 32    |
| 16    | 35 a 39 | 28    |
| 16    | 30 a 34 | 16    |
| 20    | 25 a 29 | 20    |
| 28    | 20 a 24 | 4     |
| 16    | 15 a 19 | 28    |
| 36    | 10 a 14 | 32    |
| 8     | 5 a 9   | 32    |
| 24    | 0 a 4   | 4     |

## Economia
El 2007 la població en edat de treballar era de 422 persones, 325 eren actives i 97 eren inactives. De les 325 persones actives 300 estaven ocupades (166 homes i 134 dones) i 25 estaven aturades (13 homes i 12 dones). De les 97 persones inactives 32 estaven jubilades, 27 estaven estudiant i 38 estaven classificades com a «altres inactius».

### Ingressos
El 2009 a Longevelle-sur-Doubs hi havia 267 unitats fiscals que integraven 662 persones, la mediana anual d'ingressos fiscals per persona era de 19.584,5 €.

### Activitats econòmiques
Dels 13 establiments que hi havia el 2007, 1 era d'una empresa alimentària, 7 d'empreses de construcció, 1 d'una empresa de comerç i reparació d'automòbils, 2 d'empreses d'hostatgeria i restauració i 2 d'empreses immobiliàries.
Dels 8 establiments de servei als particulars que hi havia el 2009, 2 eren paletes, 1 fusteria, 2 lampisteries, 1 empresa de construcció, 1 restaurant i 1 agència immobiliària.
L'únic establiment comercial que hi havia el 2009 era una fleca.
L'any 2000 a Longevelle-sur-Doubs hi havia 3 explotacions agrícoles.

## Equipaments sanitaris i escolars
El 2009 hi havia una escola elemental.

## Poblacions més properes
El següent diagrama mostra les poblacions més properes.